# Ашикларски курос
Ашикларският курос (на гръцки: Κούρος της Ευρωπού) е антична скулптура, курос, открита в античния град при Ашиклар, Егейска Македония, Гърция, идентифициран с Европос. Изложен е в Кукушкия археологически музей.
Куросът е надгробна статуя на виден гражданин. Открит е в 1966 година при оран и е сред първите открития от античния град. Статуята е с естествена височина от 1,80 m и е дело на островно, вероятно цикладско ателие, съдейки по произхода на мрамора, от който е направена. Датира от архаичната епоха – края на VI век пр. Хр. и е сред най-късните примери за куроси с почти отделени от тялото ръце и крака и е с къса коса за разлика от типичните примери.
Откритието говори за интензивните търговски връзки на града с гръцките градове, за които свидетелстват и остатъците от коринтска или атическа чернофигурна и червенофигурна керамика.